# 尼古拉·齐奥塞斯库的个人崇拜
尼古拉·齐奥塞斯库的个人崇拜（羅馬尼亞語：Cultul personalităţii lui Nicolae Ceauşescu）是指罗马尼亚社会主义共和国在1971-1989年期间，该国的一种社会现象。自1971年总统齐奥塞斯库访问北韩时，便效仿金日成的个人崇拜，进而在罗马尼亚国内推行个人崇拜；然而在1989年末的罗马尼亚革命，齐氏政权被推翻，齐奥塞斯库和他的妻子埃列娜·齐奥塞斯库被革命法庭以叛国罪枪决，其后在罗马尼亚的去共化过程中，齐氏家族的个人崇拜也基本被消灭。